# Ratchet & Clank (videogioco 2002)
Ratchet & Clank è un videogioco a piattaforme sviluppato da Insomniac Games e distribuito da Sony Computer Entertainment Europe per la console PlayStation 2. È stato distribuito in Nord America e in Europa il 7 novembre 2002, riscuotendo ottimi risultati. Il gioco, primo titolo dell'omonima serie, fu uno dei primi platform per PS2 a cui siano stati applicati elementi d'azione e di sparatutto, offrendo anche diverse modalità di gioco. I protagonisti sono il giovane Lombax meccanico Ratchet e il suo inseparabile compagno robottino Clank. L'avventura è in terza persona e presenta un mondo totalmente esplorabile.

## Trama
Ratchet, un eroico e imprevedibile meccanico della razza Lombax proveniente dal pianeta Veldin e il suo migliore e inseparabile amico Clank, un piccolo robot dall'animo buono, devono fermare le assurde ambizioni del malvagio presidente esecutivo Drek, che intende costruire un nuovo pianeta per la sua razza, i Blarg, in quanto il loro mondo d'origine, Orxon, è irreparabilmente inquinato. Per fare ciò, Drek utilizzerà i pezzi di tutti gli altri mondi della galassia Solana, mentre Ratchet, per fermarlo, cercherà di contattare il Capitano Qwark, l'eroe più conosciuto della galassia. Ma, arrivati al quartier generale di Qwark, si scopre che egli lavora per Drek e cerca di sbarazzarsi di loro, lasciandoli in balia di una Bestia dentuta.
Sconfitto il nemico, Ratchet accusa Clank di aver portato solamente dei problemi nella sua vita, così da innescare un contrasto tra i due protagonisti: Ratchet inizia quindi il suo viaggio accecato dalla sete di vendetta nei confronti di Qwark. Il rapporto tra i due protagonisti e compagni d'avventura verrà ripristinato nel momento in cui Ratchet verrà a conoscenza del tremendo intento finale di Drek, ovvero distruggere il pianeta natale del Lombax, Veldin, in modo che l'orbita giudicata migliore appartenesse al nuovo mondo dello spregevole presidente. Drek non si fermerà davanti a nulla pur di raggiungere il proprio scopo e, una volta completato il pianeta artificiale, creerà anche una nuova arma, il Deplanetizzatore, con cui togliere di mezzo il mondo posizionato su quell'orbita, per poi collocarci il suo.
In un ultimo dialogo con Drek, Ratchet e Clank scoprono anche che, in realtà, Orxon è stato inquinato dal Blarg stesso, il quale avrebbe guadagnato milioni di bolt se il pianeta artificiale fosse stato abitato. Alla fine, i due protagonisti sconfiggono il temibile presidente deviando la traiettoria del Deplanetizzatore e distruggendo il pianeta artificiale. Clank, però, si rompe un braccio, ma Ratchet promette di riaggiustarglielo.

## Modalità di gioco
Pubblicato nel novembre del 2002, il videogioco si distingueva per la capacità degli sviluppatori di fondere esperienze platform a quelle di uno sparatutto in terza persona e di un'avventura intrigante, senza perdere il fascino dell'umorismo, creando così un gameplay totalmente innovativo.
L'ambiente di gioco era caratterizzato dalla presenza di determinate aree esplorabili in diversi pianeti: l'obiettivo era quello di arrivare alla fine del percorso su ogni pianeta, facendosi strada in mezzo ai nemici tramite armi e gadget, per scoprire i piani di Drek, il nemico principale del gioco. A ciò, si uniscono una serie di "minigiochi" con l'intento di arricchire il gameplay: per esempio, "hackerare" la combinazione di una porta tramite il Trapassatore, gareggiare con l'overboard (una sorta di skateboard fluttuante), grindare tramite apposite scarpe su tubi o cavi, esplorare i fondali marini, pilotare un caccia e altro ancora.
Il vero punto di forza del gioco è l'arsenale, composto "ufficialmente" (ovvero acquistabile dai rivenditori ufficiali Gadgetron) da quindici armi e una acquistabile solo dal mercato nero, il M.I.P.S. (Muori In Pochi Secondi). Ogni arma ha una sua propria caratterizzazione che la distingue da tutte le altre, sia che essa spari proietti semplici (come il Blastatore), missili comandati manualmente, bombe o fiamme; per questo motivo, ogni arma ha le sue munizioni specifiche, acquistabili dai rivenditori oppure trovandole nelle casse disperse nell'ambiente di gioco. Una volta completata la storia, è possibile comprare la versione d'oro delle armi, ovviamente più potenti. La moneta usata nella galassia è il bolt, accumulabile uccidendo nemici, portando a termine svariati incarichi o rompendo le casse di legno disperse per la zona.
Per quanto riguarda i gadget, la maggior parte di essi è reperibile portando a termine svariati compiti e sono necessari per poter avanzare in alcune aree di gioco.
La vita di Ratchet è gestita dal Nanotech, acquisibile tramite apposite casse di vetro. All'inizio dell'avventura, la disponibilità di Nanotech è limitata a un totale di quattro "celle" e un colpo nemico, qualunque esso sia, sottrae una sola cella. Avanzando nella storia, si possono acquistare altre celle di Nanotech fino ad arrivare ad otto, il doppio di quelle iniziali.
Per quanto riguarda il secondo protagonista, Clank, entra in azione in diversi momenti, principalmente quando bisogna percorrere zone di dimensioni ridotte, non accessibili a Ratchet. Clank non ha a disposizione l'arsenale del Lombax, ma può comandare un gruppo di piccoli robot. Nel resto del gioco è comunque fondamentale in quanto i potenziamenti che gli vengono applicati, ovvero l'Eli-zaino, il Turbo-zaino e l'Idro-zaino, sono necessari a Ratchet per raggiungere determinati luoghi o sporgenze. In alcune missioni, Clank può assumere la versione "gigante", in grado di sparare razzi.

## Pianeti
Nel corso del gioco, si potranno visitare 18 diverse aree, sparse per tutta la galassia Solana. Esse sono divise in 15 pianeti e 3 stazioni spaziali giocabili nel seguente ordine:
- Cratere di Tobruk, Novalis;
- Metropolis, Kerwan;
- Avamposto X11, Aridia;
- Area di taglio, Eudora;
- Stazione Blarg, Nebula G34;
- Blackwater City, Rilgar;
- QG di Qwark, Umbris;
- Forte Krontos, Batalia;
- Deposito Blarg, Gaspar;
- Raffineria Kogor, Orxon;
- Villaggio Jowai, Pokitaru;
- Fabbrica Bomba, Hoven;
- Base Gemlik, Orbita di Oltanis;
- Rovine di Gorda City, Oltanis;
- Impianto robotico, Quartu;
- Struttura Gadgetron, Kalebo III;
- Flotta di Drek, Orbita di Veldin;
- Altopiano di Kyzil, Veldin.

## Armi
Le armi presenti in Ratchet & Clank sono tutte prodotte dalla Gadgetron, la maggior compagnia produttrice di armi della galassia Solana. Diverse l'una dall'altra per potenza, forma, rapidità di tiro, ma soprattutto funzionalità, molte di esse dovranno essere comprate con i cosiddetti bolt, usati come forma di pagamento:
- Onnichiave 8000: l'arma iniziale di Ratchet, è una grossa chiave inglese progettata per il corpo a corpo e per l'attivazione di nodi-bullone. Ha un'incredibile potenza dovuta probabilmente al suo considerevole peso. Durante gli attacchi, si allunga come una spada e ha una tecnologia che la fa tornare in mano al proprietario se lanciata in un determinato modo. Si trasforma nelle varie armi mediante il guanto Gadgetron;
- Guanto Bomba: altra arma iniziale, lancia una piccola ma potente bomba. Disponibile anche in versione oro;
- Inceneritore: lanciafiamme a corto raggio, utile per gruppi di nemici. Disponibile anche in versione oro;
- Blastatore: mitragliatore laser, una delle armi migliori e più economiche. Il raggio è abbastanza limitato, ma l'alta velocità di fuoco infligge molti danni. Disponibile anche in versione oro. Nella versione oro, i proiettili rimbalzano contro muri e nemici, aumentando i danni potenziali e rendendolo più efficace nei luoghi chiusi.
- Guanto Mina: lancia delle mine che si attivano e inseguono il nemico quando questi si avvicina a esse. Disponibile anche in versione oro;
- Provocatore: utilizzato per attirare nemici, è utile anche per attivare le mine e distruggere le casse;
- Pistola Visbomba: potente arma che rilascia enormi missili guidati manualmente da Ratchet tramite un display sull'arma;
- Guanto Esca: lancia dei palloncini con la figura di Ratchet che fa il bagno per ingannare i nemici. Disponibile anche in versione oro;
- Cannone a risucchio: risucchia i nemici dalle piccole dimensioni e permette di scagliarli come se fossero proiettili. Disponibile anche in versione oro;
- Guanto del Fato: crea dei piccoli cani-robot che inseguono il nemico per attaccarlo a morsi e poi esplodere. Disponibile anche in versione oro;
- Colpitore: una specie di guanto da boxe che colpisce duramente, ma a corto raggio. Non consuma munizioni;
- Devastatore: un lanciarazzi potente che spara missili a ricerca termica. Disponibile anche in versione oro, dove ogni missile colpisce un bersaglio 3 volte, di fatto triplicando le munizioni effettive.
- Scudo drone: una barriera di piccoli robot che può sembrare inutile, ma si rivela utilissima, soprattutto nella battaglia finale;
- Artiglio Tesla: arma che scarica una potente carica di elettricità sui nemici. È una delle armi più potenti. Disponibile anche in versione oro;
- Morforaggio: trasforma in pochi secondi i nemici esposti al suo raggio in polli (rendendoli quindi innocui). Disponibile anche in versione oro;
- M.I.P.S. (R.Y.N.O. in inglese; sigla di Rip Ya A New One): sigla di Muori In Pochi Secondi, lancia una dozzina di razzi a ricerca calorica; l'unico difetto è il costo dell'arma: 150.000 bolt. È in vendita a Blackwater City sul pianeta Rilgar.

## Gadget
- Swingshot: permette a Ratchet di oscillare su speciali dispositivi fluttuanti;
- Idrosostitutore: può assorbire o reinserire l'acqua nelle vasche;
- Trapassatore: apre speciali porte o barriere completando alcuni "puzzle" che ne sbloccano le serrature;
- Maschera O2: permette a Ratchet di respirare sott'acqua e nello spazio;
- Olomaschera: crea una maschera olografica, intorno a Ratchet, a forma di piccolo robot, che gli permette infiltrarsi nelle basi dei droidi nemici indisturbato e di uscirne illeso;
- Grindscarponi: con questi è possibile attraversare le "rotaie da grind", ovvero delle rotaie magnetiche sulle quali possono essere presenti anche alcuni ostacoli;
- Magnescarponi: permettono a Ratchet di calamitarsi su percorsi magnetici e di attraversarli con facilità (molto più lentamente rispetto ai Graviscarponi dei capitoli successivi e non permettono di saltare).

### Potenziamenti per Clank
- Eli-zaino: Clank si trasforma in una specie di "elicottero" che permette a Ratchet di planare e spiccare salti più alti;
- Turbo-zaino: come l'Eli-Zaino, solo che assomiglia di più a un jet-pack, in quanto Clank è munito di ali ed è un po' più rapido. Può fare una super schiacciata su particolari pulsanti per azionarli;
- Idro-zaino: permette di viaggiare più velocemente sott'acqua.

## Boss del gioco
Durante il gioco, Ratchet affronta alcuni boss:
- Regina aliena (Nebula G34, stazione spaziale Blarg): la bestia madre dei mostri alieni presenti sulla stazione, bisognerà sconfiggerla per poter proseguire e per poter acquistare i Grindscarponi. Attacca mordendo coi suoi denti, spesso in combattimento chiama in rinforzo altri mostri per attaccare Ratchet.
- Bestiadentuta Blargiana (Pianeta Umbris, QG di Qwark): enorme essere bipede della razza dei Blarg, confinato ed incatenato all'interno della base del Capitano Qwark e liberato proprio da quest'ultimo per eliminare Ratchet e Clank. Andrà sconfitto per poter fuggire dal QG. Molto lento nel movimento, spara scariche di proiettili dalle mani e attacca a distanza con un laser incendiario.
- Capitano Qwark (Orbita Oltanis, base Gemlik): braccio destro del presidente Drek e traditore della causa, si incontrerà in cima alla Base Gemlik, dove cercherà di fuggire con il caccia personale da guerra di Drek. Ratchet dovrà abbatterlo inseguendolo con un caccia spaziale. Attaccherà rilasciando mine e sparando missili, i suoi punti deboli sono i motori a reazione.
- Presidente Drek (Altopiano di Kyzil, pianeta Veldin): l'antagonista principale del gioco si incontrerà sul pianeta Veldin, dove tutto è cominciato, al comando di un robot speciale. Molto resistente, sparerà colpi di energia devastanti in grado di distruggere il suolo, e rilascerà mine, cani robotici e missili.

## Extra

### Le armi d'oro
Le armi d'oro sono versioni potenziate delle armi di base. Alcune di queste potranno essere acquistate nella prima partita in cima alla torre della base Gemlik, ma le restanti potranno essere acquistate solo una volta finito il gioco, anche a Novalis, dove apparirà un teletrasporto. Le armi d'oro saranno 10: il Cannone a risucchio, il Blastatore, l'Inceneritore, il Guanto Bomba, il Guanto Mina, il Guanto Esca, il Morforaggio, il Devastatore, l'Artiglio Tesla e il Guanto del Fato. Si possono comprare avendo quattro bolt d'oro per arma ed il prezzo di ognuna. Per esempio, il Devastatore costa 60.000 bolt e 4 bolt d'oro.

### Punti stile
I punti stile sono ottenibili principalmente svolgendo compiti di varia natura, per esempio distruggendo determinati oggetti, usando determinate armi contro determinati nemici e completando percorsi senza subire danni; tuttavia, la descrizione dell'obiettivo non è presente da nessuna parte: il fatto che una determinata azione sia anche un punto stile dipende dalla fantasia del giocatore, e solo una volta compiuta scoprirà se aveva effettivamente ragione (gli comparirà infatti un messaggio con la scritta "Hai ottenuto un punto stile").
La lista dei punti stile sarà reperibile alla fine del gioco dove, nel menu di pausa, si creerà una voce Extra con la lista dei punti stile (solo i titoli dei punti stile che daranno indizi al giocatore su come eseguirli).

### Bolt d'oro
I bolt d'oro sono bulloni molto più grandi del normale e ovviamente dorati. Si trovano in zone nascoste dei vari pianeti. In totale sono 40 e servono a ottenere le armi d'oro, disponibili solo dopo aver completato il gioco e molto più potenti di quelle normali.

## Curiosità
Su tutti i pianeti visitabili si potrà trovare un ambiente ricco di dettagli, specialmente il cielo, dove sarà possibile vedere stelle, galassie e pianeti vicini. Proprio tra i pianeti visibili, sarà spesso possibile scorgere un pianeta celeste e blu, molto simile a Nettuno.

## Cameo
- In Jak 3, Ratchet, Clank e i Tirannoidi appaiono come gli obiettivi in un percorso segreto, e sono ritratti in un manifesto a Haven City.
- Nelle versioni giapponese ed europea di Ape Escape 3, digitando le password ginganoraihousha e RATCH delle versioni rispettive, una scimmia vestita da Ratchet, chiamata appunto Ape Ratchet, apparirà nella stanza segreta del livello TV Space Station[1].
- In Everybody's Golf 4, Ratchet e Clank appaiono come personaggi aggiuntivi[2].
- In Jak X, Ratchet si presenta come un corridore segreto. Clank è disponibile come antenna e il giocatore può aggiungerlo alla macchina personalizzata.
- In Sly 2: La banda dei ladri, Ratchet e Clank appaiono su un manifesto di una delle pareti, e una demo di Ratchet e Clank 3 è disponibile nel gioco stesso.
- In Daxter, le maschere di Ratchet e Clank possono essere indossate durante il gioco una volta trovate.
- In Resistance: Fall of Man, Ratchet e Clank, con Onnichiave e stivali di gravità, appaiono come braccialetti sbloccabili per i soldati da utilizzare in multiplayer online. Alcune medaglie e premi portano il nome della serie di Ratchet & Clank.
- In Resistance 2, l'Onnichiave, Clank nella sua forma di zaino e il Dimensionatore sono utilizzabili in modalità multiplayer.
- In ModNation Racers, se preordinato, i giocatori riceveranno parti per personalizzare il proprio corridore come Ratchet e Clank.
- In LittleBigPlanet 2 è possibile acquistare un DLC con i costumi di Ratchet e Clank per il gioco.
- Ratchet è un personaggio giocabile di PlayStation All-Stars Battle Royale[3][4].

## Doppiaggio
| Personaggio           | Doppiatore originale     | Doppiatore italiano |
| --------------------- | ------------------------ | ------------------- |
| Ratchet               | Mikey Kelley             | Simone D'Andrea     |
| Clank                 | David Kaye               | Aldo Stella         |
| Presidente Drek       | Kevin Michael Richardson | Riccardo Rovatti    |
| Capitano Qwark        | Jim Ward                 | Gianni Gaude        |
| L'idraulico           | Neil Flynn               | Andrea De Nisco     |
| Al                    | Chris Hatfield           | Andrea De Nisco     |
| Bob                   | David Kaye               | Paolo Torrisi       |
| Helga                 | Mona Marshall            | Elisabetta Cesone   |
| Skidd Mc Marx         | Neil Flynn               | Luca Bottale        |
| Agente di Skidd       | Chad Michael Einbinder   | Andrea De Nisco     |
| Darla Gratch          | Sylvia Amerito           | Cinzia Massironi    |
| Presidente di Novalis | Jack Angel               | Marco Pagani        |
| Tenente               | Kevin Michael Richardson | Alberto Olivero     |
| L'inventore           | Neil Flynn               | Paolo Torrisi       |
| Ragazza Hoverboard    | Melissa Disney           | Dania Cericola      |
| Venditore Losco       | Chad Michael Einbinder   | Gianni Gaude        |
| Body Guard            | Kevin Michael Richardson | Marco Pagani        |
| Disertore             | Jim Ward                 | Andrea De Nisco     |
| Presidente Gadgetron  | Jim Ward                 | Riccardo Lombardo   |
| Venditore Rettiliano  | Neil Flynn               | Andrea De Nisco     |
| Ragazza Help Tesk     | Mona Marshall            | Cinzia Massironi    |

## Accoglienza
- Games Domain 90.0%
- GameSpot 90.0%
- IGN 92.0%
- GameSpy 78.0%
- GamePro 90.0%
- Electronic Gaming Monthly 83.3%
- GMR Magazine 80.0%
- Game Informer 87.5%
- PSM Magazine 90.0%
- PlayStation Official Magazine 100.0%
- Gamekult: 80.0%
- Consoles + : 90.0%
- Famitsū: 32/40
- SpazioGames.it: 9/10

La rivista Play Generation classificò il supremo presidente esecutivo Drek come l'alieno più alienato dei videogiochi usciti su PlayStation 2.

## Serie

### Capitoli principali

#### Serie originale (PS2)
- Ratchet & Clank (PS2) (2002)
- Ratchet & Clank 2: Fuoco a volontà  (PS2) (2003)
- Ratchet & Clank 3 (PS2) (2004)
- Ratchet: Gladiator (PS2) (2005)

#### SerieFuture/dei Lombax (PS3, PS5 & Microsoft Windows)
- Ratchet & Clank: Armi di distruzione (PS3) (2007)
- Ratchet & Clank: Alla ricerca del tesoro (PS3) (2008)
- Ratchet & Clank: A spasso nel tempo (PS3) (2009)
- Ratchet & Clank: Nexus (PS3) (2013)
- Ratchet & Clank: Rift Apart (PS5, Microsoft Windows) (2021)

### Spin-off (PS2, PSP, PS3 & PS Vita)
- Ratchet & Clank: L'altezza non conta (PS2, PSP) (2007)
- Secret Agent Clank (PS2, PSP) (2008)
- Ratchet & Clank: Tutti per uno (PS3) (2011)
- Ratchet & Clank: QForce (PS3, PS Vita) (2012)

### Remastered e remake (PS3, PS Vita & PS4)
- The Ratchet & Clank Trilogy (PS3, PS Vita) (2012, 2014)
- Ratchet & Clank (PS4) (2016)

### Film
- Ratchet & Clank (2016)

### Altre apparizioni (Telefono cellulare, PS3, PS Vita, iOS & Android)
- Ratchet & Clank: Going Mobile (Telefono cellulare) (2005)
- PlayStation Move Heroes - Insieme per la prima volta (PS3) (2011)
- PlayStation All-Stars Battle Royale (PS3, PS Vita) (2012)
- Ratchet & Clank: Before the Nexus (iOS e Android) (2013)